# Bev M. Ewen-Smith
Bev M. Ewen-Smith (...) è un astronomo britannico.
Laureato in fisica all'Università di Manchester, il Minor Planet Center gli accredita la scoperta dell'asteroide 8225 Emerson effettuata il 16 agosto 1996 in collaborazione con Chris F. Durman.